# 西部州 (ソロモン諸島)
西部州（せいぶしゅう、英語: Western Province）はソロモン諸島の州。ソロモン諸島北西部の州であり、パプアニューギニアと海上で接している。ニュージョージア島およびコロンバンガラ島、レンドバ島などのニュージョージア諸島を中心としている。かつてはチョイスル島も管轄していたが、1993年2月25日にチョイスル州として分離している。行政府所在地はギゾ島のギゾ。
2019年の人口は94,209人。面積は5,475 km2で国内の州の中では最も大きい。なお2009年国勢調査では陸地面積が7,509.0 km2と報告されている。